# Abbazia di Cadouin
L'abbazia di Cadouin è un'abbazia cistercense di Le Buisson-de-Cadouin, nel dipartimento della Dordogna, che prende il nome dall'antico villaggio di Cadouin. È dedicata a Nostra Signora della Natività e fu fondata dall'eremita Géraud de Salles.